# Salesforce.com
سِیْلزفورس.کام  (به انگلیسی: Salesforce.com) یک شرکت رایانش ابری واقع در سان فرانسیسکو کالیفرنیا است. اگرچه درآمد آن از یک محصول مدیریت ارتباط با مشتری (CRM) می‌آید، این شرکت بر برنامه‌های تجاری شبکه‌های اجتماعی از طریق تصاحب نیز سرمایه‌گذاری می‌کند.